# Saint-Arnac
Saint-Arnac (okzitanisch Centernac) ist eine französische Gemeinde mit 101 Einwohnern (Stand 1. Januar 2022) im Département Pyrénées-Orientales in der Region Okzitanien. Sie gehört zum Arrondissement Prades und zum Kanton La Vallée de l’Agly.

## Lage
Das Gemeindegebiet ist Teil des Regionalen Naturparks Corbières-Fenouillèdes.
Nachbargemeinden von Saint-Arnac sind Lesquerde im Norden, Lansac im Osten, Caramany im Südosten, Ansignan im Süden und Saint-Martin-de-Fenouillet im Westen.

## Bevölkerungsentwicklung
| Jahr      | 1962 | 1968 | 1975 | 1982 | 1990 | 1999 | 2017 |
| Einwohner | 102  | 95   | 67   | 68   | 65   | 82   | 115  |